# 亞歷桑德羅·德維蒂斯
亞歷桑德羅·德維蒂斯（義大利語：Alessandro De Vitis；1992年2月15日—）是一位意大利足球運動員。在場上的位置是中場。現效力於意乙球隊比薩。他也代表意大利各級國青隊參賽。